# Foso del Hornabeque
El Foso del Hornabeque es uno de los lugares más destacados de la ciudadela española de Melilla la Vieja, en Melilla. Se encuentra situado en el extremo oeste del Segundo Recinto Fortificado separándolo del tercero, y forma parte del Conjunto Histórico Artístico de la Ciudad de Melilla, un Bien de Interés Cultural.

## Historia
Este foso fue excavado en 1690 bajo las órdenes del Capitán de Ingenieros Juan Martín Zermeño para separar el Segundo y el Tercer Recinto Defensivo. En 1697 se excavaron unas cuevas a modo de casamata entre este foso y el de los Carneros, que posteriormente fueron utilizadas como almacenes. Entre 1716 y 1719 se reconstruyó, con un frente abaluartado.
Hasta finales del siglo XIX, cuando se agrandó la alcantarilla que permitía el desalojo de las aguas y se convirtió en el Túnel de San Fernando para permitir el paso de carruajes, el foso era únicamente un obstáculo. A partir de ese momento y con la comunicación que tenía con el Tercer recinto por medio de una rampa, se convirtió en un elemento neurálgico de Melilla la Vieja.

## Descripción

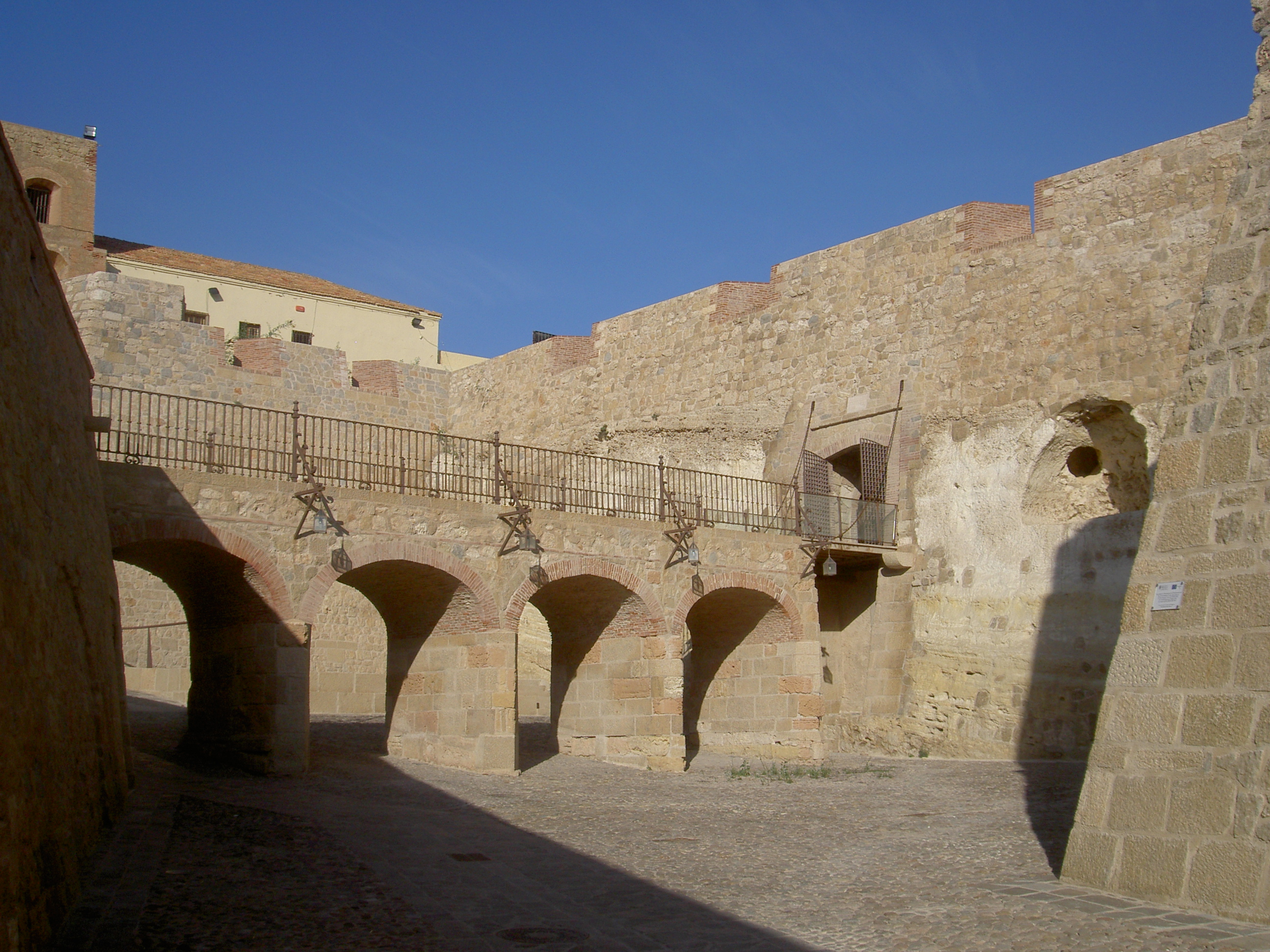

Está caracterizado por sus paredes de roca con cuevas, minas y poternas.